# René Bihel
René Bihel (Montivilliers, 2 settembre 1916 – Blois, 4 settembre 1997) è stato un calciatore francese, di ruolo attaccante.

## Carriera
Vinse il campionato francese nel 1946 con il Lille e nel 1948 con il Marsiglia, oltre a due Coppe di Francia ottenute con le maglia di Lille e Strasburgo (1946, 1951). Fu capocannoniere della Division 1 1945-1946.

## Palmarès

### Giocatore

#### Club
- Campionato francese: 1

LOSC Lilla: 1945-1946
- Coppa di Francia: 2

LOSC Lilla: 1945-1946
Strasburgo: 1950-1951

### Individuale
- Capocannoniere della Ligue 1: 1

1945-1946 (28 gol)